# Calathea polystachya
Calathea polystachya är en strimbladsväxtart som beskrevs av Karl Moritz Schumann. Calathea polystachya ingår i släktet Calathea och familjen strimbladsväxter. Inga underarter finns listade.